# Tavoybia quadrispina
Tavoybia quadrispina is een hooiwagen uit de familie Assamiidae.